# Wim Jansen (filólogo)
Wim Jansen (Ámsterdam, 7 de marzo de 1948 – Leiderdorp, 2 de febrero de 2024) fue ingeniero aeroespacial, filólogo y lingüista holandés. Trabajó en la Universidad de Ámsterdam.

## Vida y obra
Jansen se diplomó en Delft en 1970 como ingeniero aeroespacial, y después empezó a trabajar en la Agencia Espacial Europea (ESA), en la que se ocupó entre otras tareas de la organización de investigación en ambientes extragravitatorios. 
En otra faceta, estudió lenguas, incluyendo euskera y esperanto. En 1989 se diplomó en lingüística comparada y euskera en la Universidad de Leiden. Jansen publicó el primer diccionario euskera-holandés (1996) y un libro de texto básico sobre el euskera para el mercado estadounidense.
Después de dejar su trabajo en investigación aeroespacial, que se extendió hasta 1998, trabajó como editor y como profesor de lenguas en la educación de adultos. 
Desde 2002, ocupó la cátedra de Interlingüística y Esperanto en la Universidad de Ámsterdam como profesor interino especial. Fue profesor de la asignatura electiva sobre "Interlingüística y Esperanto" y dirigió investigaciones sobre los mecanismos naturales, por los que los hablantes de esperanto llenan los puntos ciegos en la gramática de esa lengua.

## Publicaciones
- Wim Jansen (1990): A numerical review of three Basque dialects in International Journal of Basque Linguistics and Philology, ASJU, XXIV-3
- Wim Jansen (1992): Acento y entonación en Elorrio in International Journal of Basque Linguistics and Philology, ASJU, XXVI-2
- Wim Jansen (1996): Baskisch-Nederlands, Nederlands-Baskisch, Noordwijk
- Wim Jansen (1998): Basque-English, English-Basque, Dictionary and Phrasebook, New York, Hippocrene Books Inc.
- Wim Jansen (1999): Zuiverheid en zuivering in het Baskisch in Taaltrots. Purisme in een veertigtal talen, Contact, Amsterdam/Amberes
- Wim Jansen (2002): Beginner's Basque, New York, Hippocrene Books Inc.
- Wim Jansen (2007): Woordvolgorde in het Esperanto, Utrecht: LOT, tesis doctoral
- Wim Jansen (2008): Naturaj vortordoj en Esperanto, Universala Esperanto-Asocio, Rotterdam, ISBN 978-92-9017-103-4
- Wim Jansen (2009): Baskisch und Esperanto: ein Strukturvergleich en Esperanto und andere Sprachen im Vergleich, Berlín
- Wim Jansen (2012): The learnability of the reflexive in Esperanto. Linguistics in Amsterdam 5(1).aquí (Consultado en 2012-08-25).
- Wim Jansen (2012): "Pri kelkaj malfacilaĵoj en Esperanto" [Sobre algunas dificultades en Esperanto]. Internacia Pedagogia Revuo 42(12/2), 25–30.
- Wim Jansen con Aitor Arana (2020): Ni lernu la eŭskan. Gramatiko kaj ekzercoj, Monda Asembleo Socia, ISBN = 9782369602453